# الشعإبي (إب)

تعديل مصدري - تعديل

الشعابي محلة تابعة لقرية الجبب، التابعة لعزلة بلادشار بمديرية إب إحدى مديريات محافظة إب في الجمهورية اليمنية، بلغ تعداد سكانها 36 حسب تعداد اليمن لعام 2004.